# Righteous Anger
Righteous Anger è il secondo album  di Van Stephenson pubblicato nel 1984.

## Tracce
1. Modern Day Delilah – 4:17
2. I Know Who You Are (and I Saw What You Did) – 4:07
3. What the Big Girls Do – 3:40
4. Don't Do That – 3:30
5. Others Only Dream – 3:27
6. Righteous Anger – 3:40
7. The Cure Will Kill You – 4:25
8. You've Been Lied to Before – 3:47
9. Heart Over Mind – 4:11
10. All American Boy – 2:37

## Formazione
- Van Stephenson - voce
- Mike Baird - batteria
- Dennis Belfield - basso
- Dan Huff - chitarra
- Alan Pasqua - tastiera